# Estación Rastreador Fournier
Rastreador Fournier es una estación ferroviaria ubicada a 4 km de la localidad de Santa Isabel en el Departamento General López, Provincia de Santa Fe, Argentina.
Fue inaugurada en 1914 por el Ferrocarril Central Argentino.

## Servicios
La estación corresponde al Ferrocarril General Bartolomé Mitre de la red ferroviaria argentina. Presta servicios de cargas por la empresa estatal Trenes Argentinos Cargas.

## Toponimia
Toma su nombre como homenaje al barco homónimo hundido en 1949. Hasta 1954 se llamaba Otto Bemberg, por el propietario que poseía esas tierras.